# Duas Barras
Duas Barras is een gemeente in de Braziliaanse deelstaat Rio de Janeiro. De gemeente telt 10.848 inwoners (schatting 2009).

## Aangrenzende gemeenten
De gemeente grenst aan Bom Jardim, Cantagalo, Carmo, Cordeiro, Nova Friburgo en Sumidouro.

## Geboren
- Marcos Arouca da Silva, "Arouca", voetballer